# 40 Pułk Piechoty Cesarstwa Austriackiego
40 Pułk Piechoty Cesarstwa Austriackiego – jeden z austriackich pułków piechoty okresu Cesarstwa Austriackiego.
Okręg poboru: Morawy.

## Mundur
- Typ: niemiecki
- Bryczesy: białe
- Wyłogi: karminowe, od 1810 jasnoniebieskie
- Guziki: białe, od 1810 żółte

## Garnizony
- 1801 Kremsier/ Kroměříž
- 1810 Tyrnau/ Trnawa
- 1811 Ungarisch-Hradisch/ Uherské Hradiště
- 1812 Preszburg/ Bratysława
- 1814 Włochy
- 1815 Wadowice